# Dominikanska republiken i olympiska sommarspelen 1988
Dominikanska republiken deltog i de olympiska sommarspelen 1988 med en trupp bestående av 16 deltagare, men ingen av landets deltagare erövrade någon medalj.

## Bordtennis
- Blanca Alejo
- Mario Álvarez
- Raymundo Fermín

## Boxning
- Jesús Beltre
- Meluin de Leon
- Pedro Fria
- José Saizozema
- Emilio Villegas

## Friidrott
- Modesto Castillo
- Juan Núñez
- Evaristo Ortíz

## Judo
- Gilberto García